# Cantone di Gascogne-Auscitaine
Il Cantone di Gascogne-Auscitaine è una divisione amministrativa dell'arrondissement di Auch e dell'arrondissement di Condom.
È stato costituito a seguito della riforma approvata con decreto del 26 febbraio 2014, che ha avuto attuazione dopo le elezioni dipartimentali del 2015.

## Composizione
Comprende i 22 comuni di:
- Antras
- Augnax
- Biran
- Bonas
- Castillon-Massas
- Castin
- Crastes
- Duran
- Jegun
- Lavardens
- Mérens
- Mirepoix
- Montaut-les-Créneaux
- Ordan-Larroque
- Peyrusse-Massas
- Preignan
- Puycasquier
- Roquefort
- Roquelaure
- Saint-Lary
- Sainte-Christie
- Tourrenquets